# Meshchovsk
Meshchovsk (ruso: Мещо́вск) es una ciudad rusa, capital del raión homónimo en la óblast de Kaluga.
En 2021, el territorio de la ciudad tenía una población de 5917 habitantes, de los cuales 3810 vivían en la propia ciudad y el resto repartidos en 48 pedanías.
Se ubica unos 75 km al suroeste de Kaluga, sobre la carretera que une Mosalsk con la autovía de Kaluga a Briansk.

## Historia
Se conoce la existencia de la localidad desde el siglo XIII, cuando perteneció al principado de Tarusa. En el siglo XIV pasó a formar parte del Gran Ducado de Lituania hasta que, tras la batalla del río Vedrosha, quedó desde 1503 en el principado de Moscú. En 1584, su fortaleza se hizo conocida por resistir el ataque de los tártaros de Crimea y los nogayos, que habían devastado todos los alrededores. Sin embargo, en la guerra de 1605-1618, los polacos sí consiguieron capturar la ciudad. En 1708 se integró en la gobernación de Smolensk, hasta que en 1719 pasó a formar parte de la provincia de Kaluga de la gobernación de Moscú. En 1776 pasó a ser capital de su propio uyezd, desde 1796 en la gobernación de Kaluga. La Unión Soviética mantuvo su estatus de capital distrital en 1929, cuando se definieron los raiones de la Óblast Occidental.